# Marie Bergman
Marie Bergman (født 21. november 1950) er en svensk rock-, pop-, jazz-, og visesangerinde. I perioden 1968-69 sang hun i Putte Wickmans band. 1969-72 var hun medlem i Family Four, men i 1974 indledte hun en solokarriere. Hun har optrådt mange gange i Danmark bl.a. sammen med Poul Dissing, Danmarks Radios big band og Maj-Britt Kramer, Benita Haastrup Allan Olsen og Jens Skou Olsen. Hendes seneste album Fruit er fra 1996. Hun holder ofte seminarer og underviser bl.a. på Musikhøjskolerne i København og Århus.